# Mina d'El Aguilar
 (mars 2025).
La mine d'El Aguilar est une mine à ciel ouvert d'argent de zinc et de plomb située en Argentine.